# Ле Хюинь Дык
Ле Хюинь Дык (вьет. Lê Huỳnh Đức; род. 20 апреля 1972, Сайгон) — вьетнамский футболист, нападающий. Являлся рекордсменом по числу голов за сборную Вьетнама (в 2012 году его обошёл Ле Конг Винь).
Выступал за различные клубные команды в национальном первенстве в 1995—2007 гг. В 1995—2004 гг. выступал за сборную Вьетнама по футболу, провёл 63 матча и забил 30 мячей. В 1995, 1997, 2002 гг. — обладатель вьетнамского «Золотого мяча».
Ле Хюинь Дык — единственный футболист, пять раз подряд (1996—2004) принимавший участие в розыгрыше чемпионата АСЕАН.
Закончив карьеру игрока в 2007 году в клубе «Дананг», остался в команде как менеджер и тренер.